# INTS7
Tiểu đơn vị phức hệ integrator 7 (tiếng Anh: Integrator complex subunit 7) là protein ở người được mã hóa bởi gen INTS7.